# KMail
KMail (uitgesproken als kameel) is een e-mailclient. Het programma is geïntegreerd in de grafische werkomgevingen KDE en TDE en kan tevens als onderdeel van het groupwareprogramma Kontact gebruikt worden. Het is als dusdanig beschikbaar op Linux-, BSD- en andere Unix-achtige systemen.
KMail maakte geen deel uit van KDE 4.0, maar was er terug bij vanaf KDE 4.1, waar er ook gebruikgemaakt wordt van het raamwerk Akonadi.

## Functies
Het programma biedt ondersteuning aan e-mailfolders, filters, HTML-berichten en internationale tekensets. Het ondersteunt IMAP, POP3, maar ook lokale mailboxen voor binnenkomende berichten. Mail kan verstuurd worden via SMTP of Sendmail. Het programma maakt deel uit van de KDEPIM-module, en volgt het uitgaveschema van KDE.
Verder beschikt KMail over de volgende functies:
- Ondersteuning voor IMAP, POP3 en lokale mailboxen voor het ontvangen van berichten
- Ondersteuning voor SMTP en Sendmail voor het versturen van berichten
- Ondersteuning voor het verzenden van berichten via netwerken beveiligd met SSL, TLS en MD5
- Mogelijkheid om meerdere accounts te gebruiken
- Spellingcontrole
- Geavanceerde filtermogelijkheden, zoals intelligente spamfilters, de mogelijkheid om bepaalde e-mails niet te downloaden en de mogelijkheid om e-mails aan andere programma's door te geven
- Ondersteuning voor het tonen van HTML-berichten (door middel van een KHTML KPart of QtWebEngine)
- Ondersteuning voor mailinglijsten
- Integratie met andere KDE- en TDE-programma's met behulp van KParts.
- Intelligente citaten: als een stuk tekst in een e-mail wordt geselecteerd en de e-mail direct wordt doorgestuurd, zal alleen het citaat worden doorgestuurd
- Geavanceerde zoekmogelijkheden

## Versleuteling
Op het gebied van versleuteling ondersteunt KMail de OpenPGP-standaard (gebaseerd op PGP) en het automatisch versleutelen, ontcijferen, tekenen en verifiëren van e-mailberichten en bijlagen (dit door middel van GnuPG). Als visueel hulpmiddel kan KMail berichten groen kleuren bij een bekende ondertekening, geel bij een onbekende ondertekening, rood bij een ongeldige ondertekening en blauw bij versleutelde berichten.
KMail kan daarnaast ook omgaan met S/MIME (beveiligde MIME) en Chiasmus, een gesloten cryptografisch systeem ontwikkeld door het Duits Federaal Bureau voor Informatiebeveiliging (BSI).